# Bedlno
Bedlno è un comune rurale polacco del distretto di Kutno, nel voivodato di Łódź.
Ricopre una superficie di 126,02 km² e nel 2004 contava 6.285 abitanti, scesi a 6.153 nel 2006.